# Hylaeus pergibbosus
Hylaeus pergibbosus är en biart som beskrevs av Cockerell 1926. Hylaeus pergibbosus ingår i släktet citronbin, och familjen korttungebin. Inga underarter finns listade i Catalogue of Life.